# Центральний час

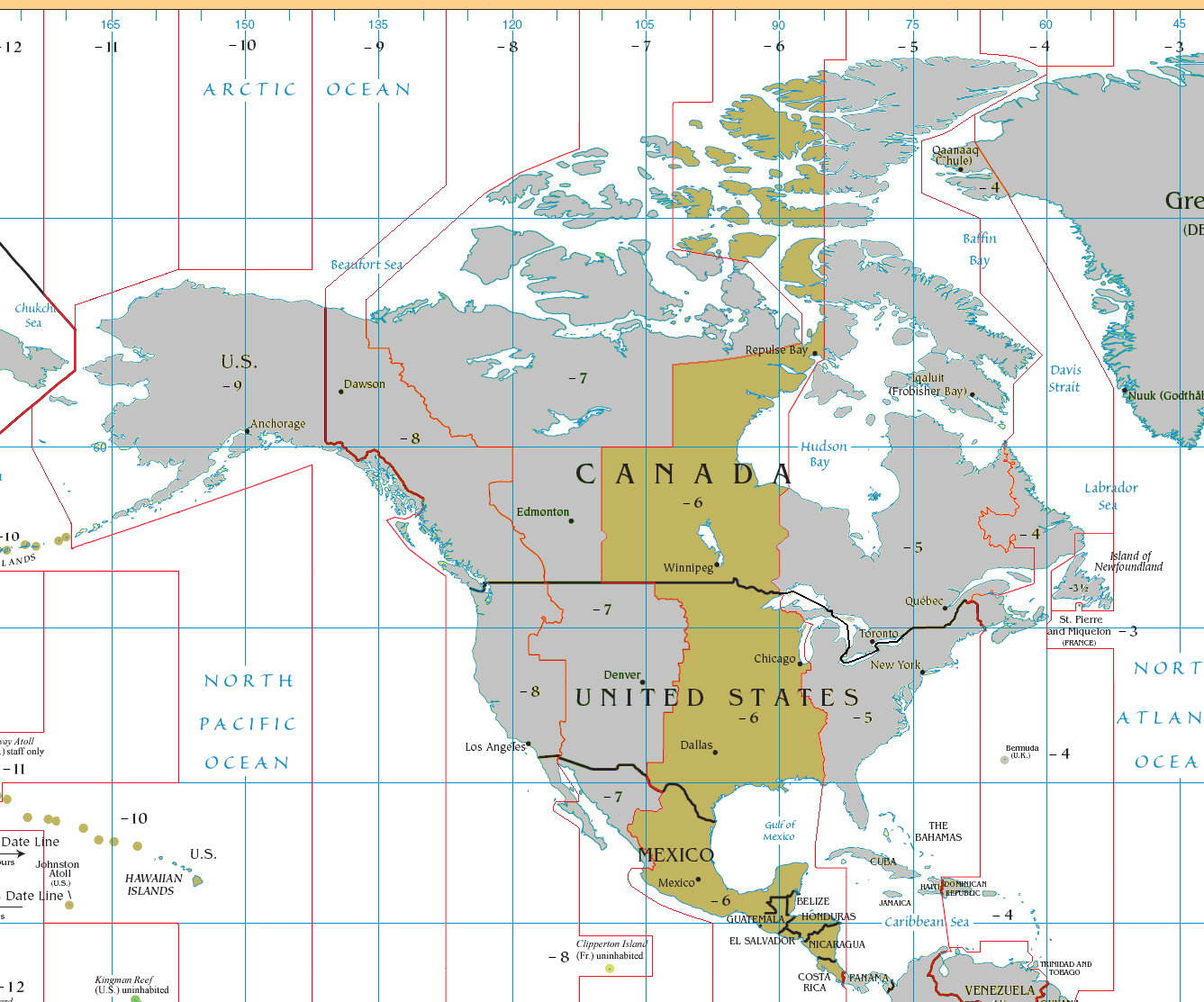
Центральний часовий пояс у Північній Америці

Центральний час (англ. Central Time Zone) — один із часових поясів, до якого належать частини Канади, США, Мексики та країн Центральної Америки. Відхилення від центрального координованого часу — UTC-6 взимку та UTC-5 влітку (на більшості територій).

## Канада
- Манітоба — на всій території
- Нунавут — частково (у східній частині використовується північноамериканський східний час)
- Онтаріо — частково (північний захід провінції)
- Саскачеван — більша частина провінції, але без переходу на літній час. Місто Ллойдмінстер власним рішенням підпорядковується часовій зоні провінції Альберта (гірський час).

## США
- Айова
- Алабама (деякі території неофіційно використовують північноамериканський східний час[1] )
- Арканзас
- Вісконсин
- Іллінойс
- Індіана (деякі території на північному заході та південному заході)
- Канзас (крім чотирьох округів на крайньому заході)
- Кентуккі (західна частина)
- Луїзіана
- Міннесота
- Міссісіпі
- Міссурі
- Мічиган (округи Меноміні, Дікінсон, Айрон та Гогібік)
- Небраска (2/3 штату зі сходу)
- Оклахома
- Південна Дакота (східна половина)
- Північна Дакота (абсолютна більшість території)
- Теннессі (2/3 штату з заходу)
- Техас (крім округів Гадспет та Ель-Пасо)
- Флорида (незначна частина штату на захід від річки Апалачикола)

## Інші країни
- Беліз
- Гватемала
- Гондурас
- Коста-Рика
- Мексика (близько 3/4 території на сході)
- Нікарагуа
- Сальвадор